# Nabis kinbergii
Nabis kinbergii là một loại rệp ở họ Nabidae.

## Hình ảnh

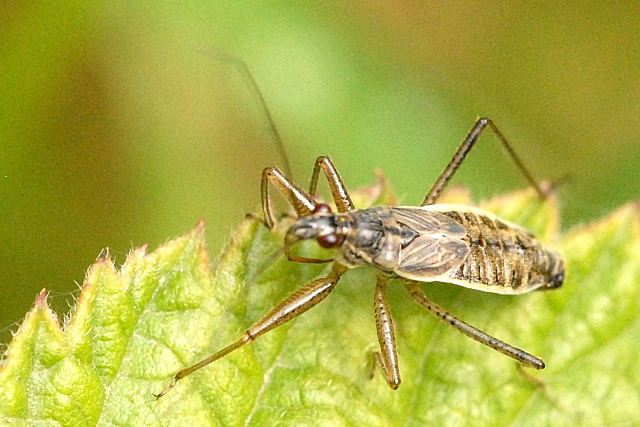
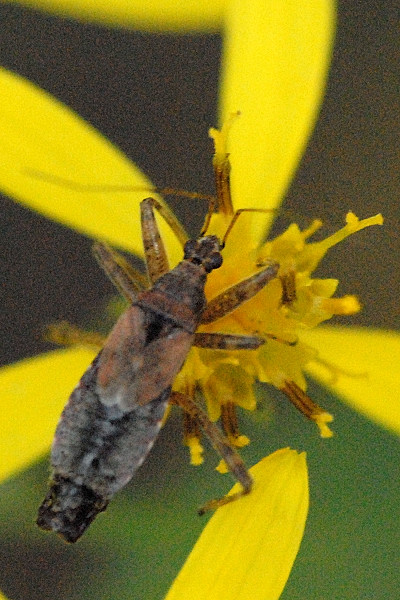
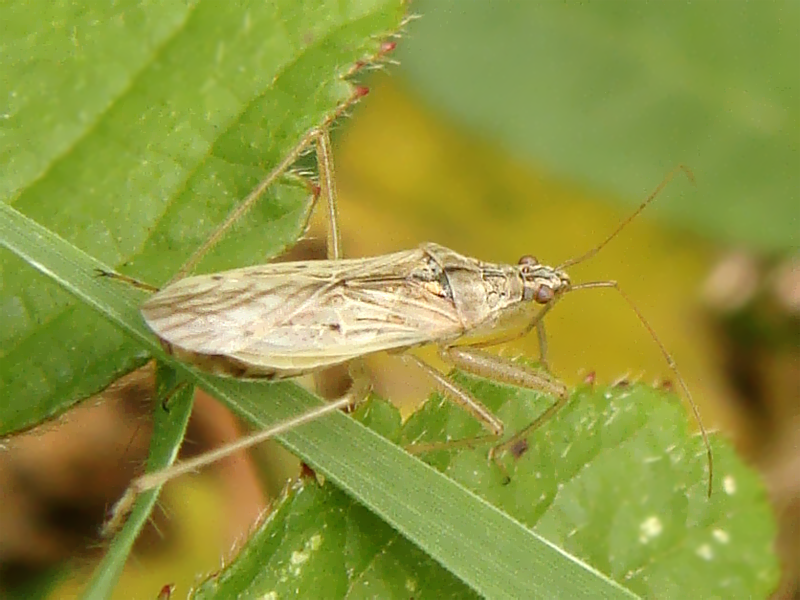